# 岐部公好
岐部 公好（きべ きみよし、1964年4月13日 - ）は、日本の俳優、声優。大阪府大阪市出身。プロダクション・タンク所属。

## 来歴
以前は青二プロダクション、杉の子プロに所属していた。

## 人物
特技はギター（フォークソング弾き唄い）、トランペット、柔道、普通自動車免許、中型自動二輪車免許（400CCまで）。
方言は大阪弁で、方言指導も手掛ける。

## 出演

### テレビドラマ
- 水曜ドラマ（日本テレビ）
  - ホタルノヒカリ（2007年7月11日）
  - Woman（2013年7月3日）
- 有閑倶楽部（2007年10月16日、日本テレビ）
- 不毛地帯（2009年10月15日、フジテレビ） - 金子近畿商事専務 役
- インディゴの夜 第11話 （2010年1月19日、東海テレビ / フジテレビ） - 出版社の社員 役
- 新・ミナミの帝王（2010年9月21日、フジテレビ）
- 医龍 -Team Medical Dragon-3 第1話（2010年10月14日、フジテレビ）
- 美しい隣人（2011年1月11日、フジテレビ）
- ランナウェイ〜愛する君のために 第1話（2011年10月27日、TBS）
- ラッキーセブン 最終話（2012年3月19日、フジテレビ） - 副署長・田無 役
- 水曜ミステリー9「刑事吉永誠一 涙の事件簿10」（2012年10月17日、テレビ東京）
- プレミアムドラマ（NHK BSプレミアム）
  - ケンボー先生と山田先生〜辞書に人生を捧げた二人の男〜（2013年4月29日）
  - ひとつ星の恋〜天才漫才師 横山やすしと妻〜（2014年11月23日）
  - 44歳のチアリーダー!!（2015年12月20日）
  - 奇跡の人（2016年4月24日）
  - 主婦カツ!（2018年10月7日）
- 極悪がんぼ（2014年4月14日、フジテレビ）
- ペテロの葬列（2014年7月7日、TBS）
- ようこそ、わが家へ（2015年4月13日、フジテレビ）
- 土曜ワイド劇場 救急救命士・牧田さおり（2015年5月9日、テレビ朝日） - 金子 役
- 釣りバカ日誌〜新入社員 浜崎伝助〜（2015年10月23日、テレビ東京）
- 営業部長 吉良奈津子 第1話（2016年7月21日、フジテレビ）
- メディカルチーム レディ・ダ・ヴィンチの診断（2016年10月11日、フジテレビ）
- 木曜ドラマ 脳にスマホが埋められた!（2017年7月6日、読売テレビ/日本テレビ）
- あいの結婚相談所（2017年7月28日、テレビ朝日）
- 連続ドラマW 日曜オリジナルドラマ 石つぶて〜外務省機密費を暴いた捜査二課の男たち〜（2017年11月5日、WOWOW）
- 健康で文化的な最低限度の生活（2018年7月17日、フジテレビ）
- 和田家の男たち 第3話（2021年11月5日、テレビ朝日）
- だから殺せなかった（2022年1月9日 - 、WOWOW）
- GO HOME〜警視庁身元不明人相談室〜 第7話（2024年9月7日、日本テレビ） - 大家 役[5]
- 相続探偵 第4話（2025年2月15日、日本テレビ） - 和菓子屋店主 役[6]

### 映画
- 天使に“アイム・ファイン”（2016年）
- 火花（2017年）
- 首（2023年）

### テレビアニメ
1992年
- 美少女戦士セーラームーン

1996年
- ゲゲゲの鬼太郎（第4作）（店主、地ほうこう、先生〈3代目〉）
- 地獄先生ぬ〜べ〜（コック）

1999年
- HUNTER×HUNTER（第1作）（バッテラ）

2002年
- 幻魔大戦 神話前夜の章（村長、ウー）
- バロムワン
- 魔王ダンテ（グシオン）
- ワイルド7 another -謀略運河-（署長）

2003年
- シンデレラボーイ（ルー・チェン、寒太郎の子分A、ディーラー、社長、鑑定士、師範）
- 魔獣戦線 THE APOCALYPSE（トリケラ、ビー）

2006年
- GO!GO!カートくん（ディブ）

2007年
- 獣神演武 -HERO TALES-（大守）
- NARUTO -ナルト- 疾風伝（うちはテッカ）

2008年
- CLANNAD 〜AFTER STORY〜（社員）
- ケロロ軍曹（支配人）
- ゴルゴ13（支配人、捜査官）
- スティッチ!（作業員）
- ドルアーガの塔 〜the Aegis of URUK〜（カブタ、ミラーナイト）
- ミチコとハッチン（老人、観客）
- みなみけ〜おかわり〜（艦長）

2009年
- 犬夜叉 完結編（老神主）
- 銀魂（将軍）
- 黒神 The Animation（ハワード、トライバルエンド）
- 神曲奏界ポリフォニカ クリムゾンS（サモン・サーギュラント）
- スレイヤーズEVOLUTION-R（山賊B）
- 大正野球娘。（松坂）
- 東京マグニチュード8.0
- 乃木坂春香の秘密 ぴゅあれっつぁ♪（子犬川無道）

2010年
- いちばんうしろの大魔王（ヒロシの父）
- 黒執事II（医者）
- 聖痕のクェイサー（神父A、警部）

2014年
- 東京ESP（江戸山組組員A）
- ブレイク ブレイド（重騎士A、大臣）

2015年
- 名探偵コナン（2015年 - 2021年、足立公造、鳥羽山巌、奥田、大岡家の使用人）

2016年
- クレヨンしんちゃん（おじいさん）

2018年
- グラゼニ（時田）
- ルパン三世 PART5（少佐、警官A、年かさの商店主）

2021年
- ルパン三世 PART6（ホレイショ）

2022年
- ニンジャラ（タツヤの父）

### 劇場アニメ
- ブレイク ブレイド（2010年、魔動技術士B、重騎士A、大臣）

### OVA
- HUNTER×HUNTER GREED ISLAND（2003年、バッテラ）
- HUNTER×HUNTER G・I Final（2004年、バッテラ）
- HELLSING（2009年 - 2011年、傭兵[7]、分隊長[8]） - 2作品[一覧 1]
- ANGER CORE（2011年）
- 乃木坂春香の秘密 ふぃな〜れ♪（2012年、子犬川無道）
- ろぼっとアトム（2015年、オチャノミズ博士）

### ゲーム
- HOSPITAL. 6人の医師（2010年、ジェイコブ・ティルマン）

### ドラマCD
- 天は赤い河のほとり（アイギル）

### 吹き替え

#### 映画
- あいつはママのボーイフレンド（ニコ）
- ウォンテッド※劇場公開版
- エンド・オブ・トゥモロー
- エントラップメント
- 王妃の紋章
- サン・ジャックへの道
- 上海の伯爵夫人
- 情愛と友情
- ダーウィン・アワード
- 第十七捕虜収容所（ダンバー〈ドン・テイラー〉）※PDDVD版
- ダッドナップ パパ誘拐計画（シェルドン）
- トルネード・インセクト
- ドレスデン、運命の日
- 28週後...
- ハーフ・パスト・デッド2
- バティニョールおじさん（警官）
- ハプニング
- 必殺処刑人 リベンジ
- ヘルワールド
- 黙示録2009 隕石群襲来
- ラースと、その彼女
- REC/レック2（ジェニフェルの父親）
- レッドクリフ（関平）
- レボリューショナリー・ロード/燃え尽きるまで
- ONCE ダブリンの街角で

#### テレビドラマ
- アグリー・ベティ（Dr.ワイズ）
- ER緊急救命室
  - シーズン13  #5（ソンダース〈ハーヴェイ・J・アルペリン〉）、#5,7（パターソン〈フリーマン・コフィ〉）、#21（給仕〈ジョー・ハケット〉）
  - シーズン15 #5（ヤブロンスキー〈ジェイムズ・リッツ〉）
- 王女の男
- 風の国
- グッド・ワイフ
- クリミナル・マインド FBI行動分析課
- こちらブルームーン探偵社
- SHERLOCK（シャーロック）2
- 食客（総支配人）
- シンデレラマン
- そりゃないぜ!? フレイジャー（シェフ）
- 善徳女王（金舒玄〈キム・ソヒョン〉）
- 太王四神記 #2
- チャームド 〜魔女3姉妹〜
- 朱蒙（チニョン）
- ニューハート（キム・ヨンヒ）
- ブラザーズ&シスターズ（ブラウン）
- MAD MEN（ウェイン医師）
- 名探偵モンク5 #2
- リ・ジェネシス3 バイオ犯罪捜査班 #5
- LEFTOVERS/残された世界

#### アニメ
- マダガスカル2
- MR.MENショー（がんこくん、しずかくん）

### ナレーション
- 陰の季節
- 危険物VP
- 刑事の勲章
- ゼロの真実〜監察医・松本真央〜
- 遙かなる山の呼び声
- 阪神大震災から15年
- 螺鈿迷宮
- 若者たち

### ボイスオーバー
- WEB会議APC
- 古代をめぐる冒険（レギュラー）
- BS世界のドキュメンタリー
- さすらいのドッグトレーナー
- 直行便TV
- ワーナーブライテストコレクション
- 美の巨人たち

## 方言指導

### テレビドラマ
- 隠れ菊
- 僕たちがやりました
- 弱虫ペダル

### 映画
- 後妻業の女

### 舞台
- おもろい女
- 焼肉ドラゴン

### シリーズ一覧
1. ↑  『VII』[7]（2009年）、『VIII』[8]（2011年）

1. 1 2  “岐部公好(きべきみよし)の解説”.   goo人名事典. 2020年1月11日閲覧。
2. 1 2  “岐部 公好”.   日本タレント名鑑. 2016年12月30日閲覧。
3. 1 2 3 4  “岐部 公好”.   有限会社 プロダクション・タンク. 2020年1月11日閲覧。
4. ↑  『日本タレント名鑑（2023年版）』VIPタイムズ社、2023年1月26日、128頁。ISBN 978-4-904674-14-7。
5. ↑  岐部公好 - 有限会社プロダクション・タンク
6. ↑  プロダクション・タンク｜NEWS｜ドラマ「相続探偵」岐部公好　出演
7. 1 2  “HELLSING Ⅶ CAST”. HELLSING 公式サイト. 2024年3月20日閲覧。
8. 1 2  “HELLSING Ⅷ CAST”. HELLSING 公式サイト. 2024年3月20日閲覧。